# Jesus curando o leproso

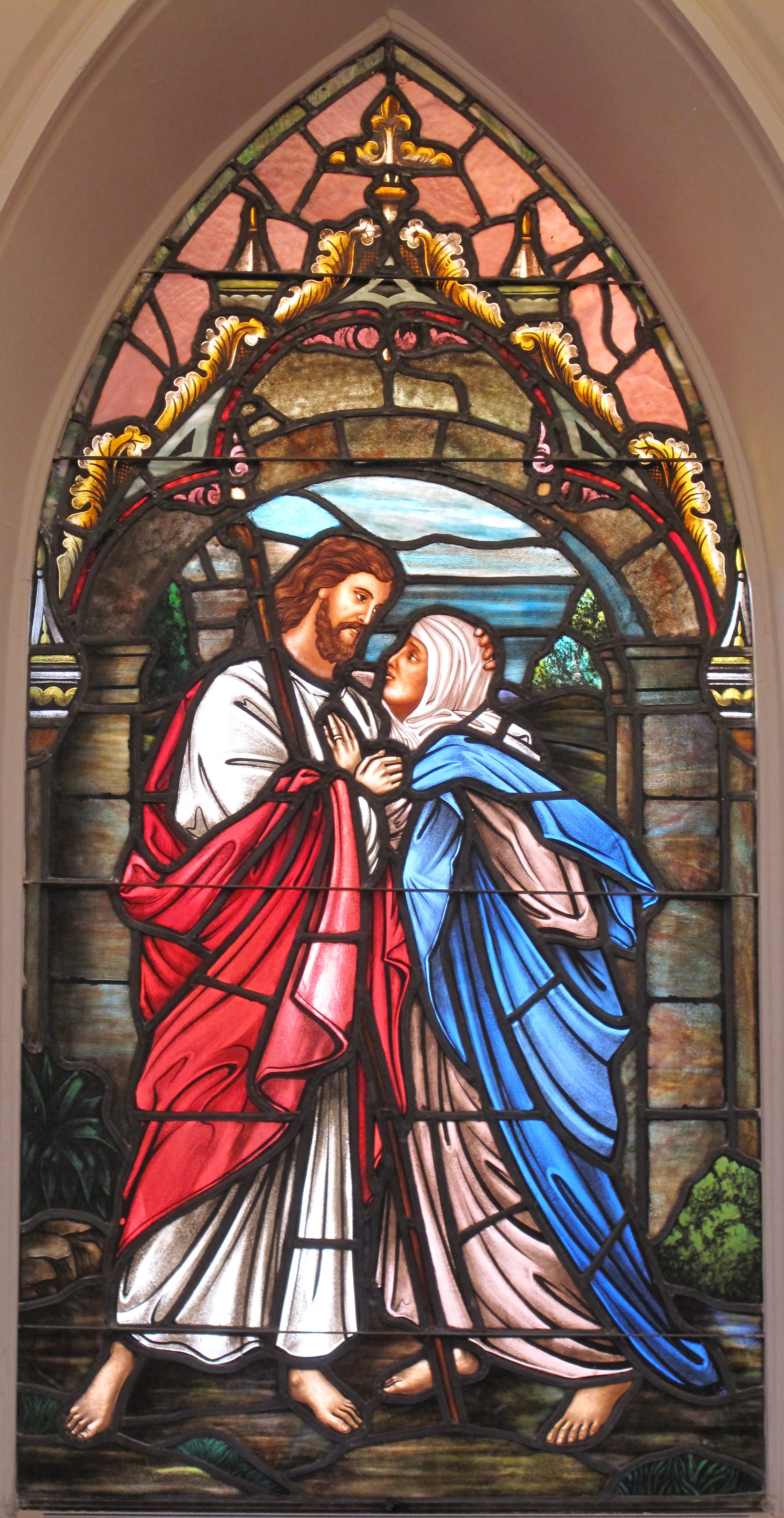
Jesus curando um leproso
Vitral na St. Matthew's Lutheran Church, em Charleston, Carolina do Sul.

Jesus curando o leproso é um dos milagres de Jesus, citado em Mateus 8:1–4, Marcos 1:40–45 e Lucas 5:12–16. De acordo com o relato nos evangelhos, quando Jesus voltou das montanhas, uma grande multidão passou a segui-lo. Um homem, acometido pela lepra, veio e ajoelhou-se defronte a Jesus, dizendo: "Senhor, se quiseres, bem podes tornar-me limpo."
Jesus estendeu as mãos e tocou-o, dizendo "Quero; fica limpo!" Imediatamente ele se curou e  Jesus disse a ele: "Olha, não o digas a alguém, mas vai mostrar-te ao sacerdote e fazer a oferta que Moisés ordenou, para lhes servir de testemunho.".
Ao invés disso, o homem falou abertamente sobre o milagre, espalhando a notícia sobre Jesus, como resultado, Ele não pôde mais entrar livremente em cidade alguma sem causar confusão. Ainda assim, as pessoas continuavam a vir de todos os lugares para vê-Lo.